# Wie sag ich’s Dir
Koncz Zsuzsa német nyelvű felvételeiből készült válogatás 2003-ból.

## Az album dalai
1. Endlich, endlich (Végre, végre) (Lovas Róbert) 4:25
2. Kinderspiele (Gyerekjátékok) (Szörényi Levente) 3:25
3. Blumen, blühen (Miért hagytuk, hogy így legyen) (Illés Lajos) 2:45
4. Steh auf (A város fölött) (Szörényi Levente) 3:26
5. Mama, bitte sag mir (Mama, kérlek) (Bródy János) 4:22
6. Wer sagt (Ki mondta) (Szörényi Levente) 3:58
7. Mädchen irgendwo (Valahol egy lány) (Illés Lajos) 3:44
8. Irgendwann bin auch ich verliebt (Valaki kell, hogy szeressen) (Illés Lajos) 2:05
9. He, Mama (Hé, Mama) (Szörényi Levente) 2:45
10. He, fang mich ein (Hej, tedd rá) (Szörényi Levente) 3:03
11. Verluste (Veszteségek) (Tolcsvay László) 3:52
12. Du bist noch nicht mein Mann (Előre nézz, babám) (Szörényi Levente) 3:03
13. Wie sag ich's dir (Hogy mondjam el) (Tolcsvay László) 4:53
14. Farbstifte (Színes ceruzák) (Szörényi Levente) 3:16
15. Warum, sage mir (Karolj át) (Szörényi Levente) 2:46
16. Ehrlichkeit (Ich komm und geh mit meinen Liedern) (Őszinte bohóc) (Tolcsvay László) 4:36
17. Hast du schon mal einen Wolf gesehn? (Láttál-e farkast...?) (Tolcsvay László) 2:41
18. Es ist Nacht (Éjszaka) (Szörényi Levente) 2:51

## Külső hivatkozások
- Információk Koncz Zsuzsa honlapján
- Egyes dalok szövegei (német nyelven)